# Averías
Averías är en ort i Argentina.   Den ligger i provinsen Santiago del Estero, i den norra delen av landet, 800 kilometer nordväst om huvudstaden Buenos Aires. Averías ligger 98 meter över havet och antalet invånare är 162.
Terrängen runt Averías är mycket platt. Runt Averías är det mycket glesbefolkat, med 6 invånare per kvadratkilometer..
Trakten runt Averías består i huvudsak av gräsmarker.